# Torremocha de Jiloca
Torremocha de Jiloca is een gemeente in de Spaanse provincie Teruel in de regio Aragón met een oppervlakte van 33,94 km². Torremocha de Jiloca telt 110 inwoners (1 januari 2016).

## Demografische ontwikkeling
Bron: INE, 1857-2011: volkstellingen